# Metin2
Metin2 (kor. 메틴2) – gra komputerowa z gatunku MMORPG, w której gracze rywalizują w trzech odrębnych królestwach. Wyprodukowana przez Ymir Entertainment i wydana w marcu 2005 roku. Poza Koreą i Chinami wydawana jest przez Gameforge w Europie i Stanach Zjednoczonych. Polska wersja gry została wydana 17 lipca 2007 roku.
W 2011 roku przedsiębiorstwo Webzen wykupiło wszystkie udziały Ymir Entertainment, przez co przejęło prawa do tytułu Metin2.

## Wydawcy

### Gameforge
Gameforge wydało grę w 18 krajach: Czechy, Dania, Francja, Grecja, Hiszpania, Holandia, Meksyk, Niemcy, Polska, Portugalia, Rosja, Rumunia, Stany Zjednoczone, Turcja, Wielka Brytania, Węgry, Włochy i Zjednoczone Emiraty Arabskie.

### G4BOX (Z8Games)
Od 2007 do 2013 roku Metin2 był wydawany w Stanach Zjednoczonych przez G4BOX (obecnie Z8Games). Dostępne były dwa serwery: Free Kingdom i New World. Obsługa serwerów została przekazana przedsiębiorstwu Gameforge.

## Rozgrywka i fabuła
Fabuła gry umiejscowiona jest w świecie fantasy inspirowanym kulturą Dalekiego Wschodu. „Kamienie Metin”, które spadły na ziemię spowodowały chaos w krainie, wojny pomiędzy królestwami oraz ataki zwierząt i potworów. Celem gry jest walka ze skutkami mrocznego wpływu kamieni.
Gra rozpoczyna się stworzeniem postaci. Należy wybrać jedno z trzech królestw, w którym gracz będzie walczył, imię, płeć oraz jedną z pięciu klas postaci. Każda z nich dzieli się z kolei na dwie profesje (prócz Likana, który posiada tylko jedną profesję), które można rozwijać w dowolny sposób.
Gracz rozwija swoją postać w miarę postępów w rozgrywce. Awansowanie na kolejne poziomy doświadczenia odbywa się dzięki zdobywaniu punktów doświadczenia. Postać dostaje je za wykonywanie zadań i walkę z potworami. Atakowanie ich odbywa się w tzw. trybie „area of effect” – postać zadaje obrażenia kilku grupom wrogów jednocześnie, co zbliżone jest do rozgrywki typu hack and slash. Dostępny jest też tryb PvP, który umożliwia przeprowadzenie pojedynków z innymi graczami.

## Odbiór gry
Według informacji prasowych Gameforge, w 2009 roku w grze zarejestrowanych było 5 milionów kont, a w szczytowym okresie osiągnięto rekord ponad 300 tys. połączonych z serwerami użytkowników.
Serwis internetowy JeuxVideo.com przyznał ocenę 9/20 punktów.
Serwis Süddeutsche Zeitung na przykładzie gry Metin2 pokazał model płatności on-line – „Sponsorpay”, gdzie gracze ujawniają swoje dane osobowe w zamian za wirtualną walutę.
28 lipca 2010 stacja TVN wyemitowała reportaż „Takie buty” w programie informacyjnym Fakty na temat wirtualnych kradzieży w grach on-line na przykładzie Metina2. Na stronie TVN24.pl ukazała się również informacja prasowa o tej kradzieży oraz następna o jednym z pierwszych wyroków w sprawie wirtualnych kradzieży w tej grze.
1 lutego 2011 stacja TVP2 w programie Magazyn Ekspresu Reporterów wyemitowała reportaż „Rachunek za sms”, w którym „haker” wykorzystywał telefon właściciela bez jego zgody, wysyłając SMS-y w celu kupna „Smoczych Monet” w grze.

## HackShield
Gra została zabezpieczona zestawem narzędzi do zapobiegania i zwalczania cheatowania o nazwie HackShield. Program rozwijany jest przez AhnLab Inc, koreańskie przedsiębiorstwo systemów zabezpieczeń. Od 2001 roku dostępny dla koreańskich twórców gier, a od 2005 dla amerykańskich.